# Myriam Quiel
Myriam Quiel (* 3. November 1974 in Oldenburg) ist eine deutsch-iranische Malerin.

## Leben
Quiel wurde als Tochter einer deutschen Mutter und eines iranischen Vaters geboren und wuchs in Oldenburg auf. Dort legte sie 1994 am Alten Gymnasium das Abitur ab. 
Von 1998 bis 2003 studierte sie an der Hochschule für Bildende Künste Dresden Malerei in der Klasse von Hans-Peter Adamski. Nach dem Diplom im Jahr 2003 lebte sie bis 2008 als freischaffende Künstlerin in Berlin.
2007 unternahm sie ihre erste Reise nach Teheran. 2008 fand ihr Umzug nach Teheran statt, wo sie bis Ende 2016 mit ihrem Mann und ihrer Tochter lebte. Seit 2017 lebt und arbeitet sie in der Nähe von Frankfurt.

## Solo-Ausstellungen (Auswahl)
- Foerderpreis der Oeffentlichen Versicherungen, Stadtmuseum Oldenburg, 2007
- Wohnzimmerkrieg, Galerie Doerrie&Priess, Berlin, 2007
- Anruf in Abwesenheit, Galerie Doerrie&Priess, Hamburg, 2008
- Myriam Quiel-Malerei, Kunstverein Bremerhaven, 2008
- Myriam Quiel-painting, Gallery Etemad, Teheran, 2009
- Myriam Quiel-painting, Gallery Etemad, Teheran, 2010
- Myriam Quiel-painting, Galerie Lake, Oldenburg, 2011
- Neverendingstory, Gallery Etemad, Teheran, 2012
- Pin-Up, Galerie Munikat, München, 2013
- „Stillife“, Aaran Gallery, Teheran, 2016
- „Myriam Quiel-painting“,Galerie Barbara von Stechow, Frankfurt, 2017

## Gruppenausstellungen (Auswahl)
- HfBK Dresden-AVU Prag, Kunstforum Ostdeutsche Galerie, Regensburg, 2004
- Magic of Persia, Christie’s, Dubai, 2007
- Menschen, Tiere, Sensationen, Galerie Doerrie&Priess, Berlin, 2007
- Impulse 20, Galerie Loehrl, Mönchengladbach, 2008
- Magic of Persia, Christie’s, Dubai, 2009
- 12 cubed, Gallery Aun, Teheran, 2010
- Swimming pool, Gallery Mohsen, Teheran, 2011
- Magic of Persia, Christie’s, London, 2013
- „TEHRAN-VIRTUALORREAL“, Aaran Gallery, Teheran, 2015
- „IRAN X CUBA“, Rogue Space Chelsea, New York, 2016

## Sammlungen
- Neue Galerie Sammlung der Moderne, Museum Kassel

## Auszeichnungen
- 2007 Förderpreis der Kulturstiftung der Öffentliche Versicherungen Oldenburg[2]